# Paul Ernst Emil Sintenis
Paul Ernst Emil Sintenis (* 4. April 1847 in Seidenberg, Landkreis Lauban, Königreich Preußen; † 6. März 1907 in Hirschberg, Provinz Schlesien) war ein deutscher Botaniker und Reiseschriftsteller.

## Leben
Paul Sintenis wurde in Seidenberg als Sohn des Kreisarztes Eduard Sintenis geboren. Ein Jahr später kam sein Bruder Max Benjamin Gerhard Sintenis (1848–1894) dazu, der zeitlebens eine sehr enge Beziehung zu Paul pflegte. 

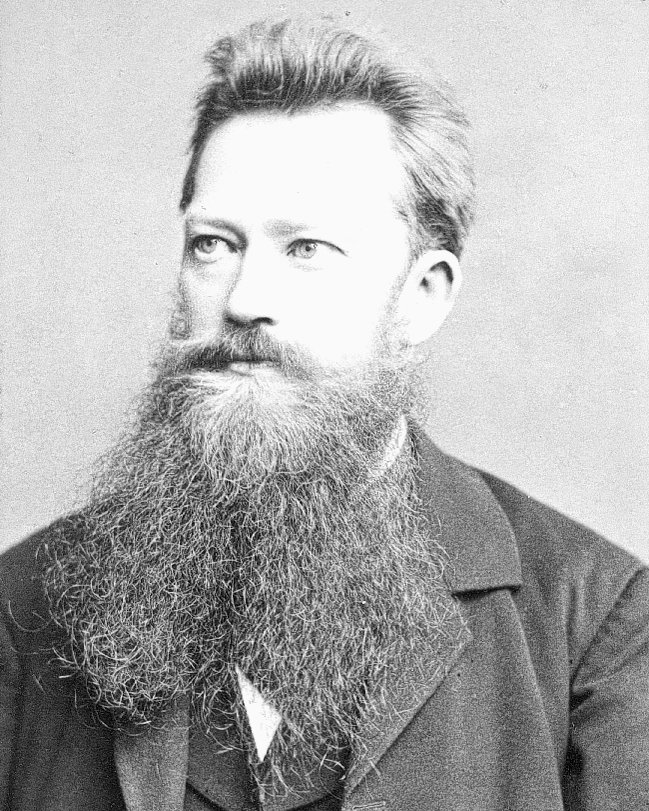
Porträt von Paul Sintenis (1884)

Paul besuchte das Gymnasium in Görlitz und begann 1863 eine Apothekerlehre in Bolkenhain und auch in Brandenburg an der Havel. In den folgenden Berufsjahren Ende der 1860er Jahre muss er sich schon recht intensiv mit der schlesischen Flora auseinandergesetzt haben, da Adolf Engler in den Jahren 1869–70 über 20 von Sintenis entdeckte Fundstellen auflistete, vorwiegend aus der Umgebung von Bolkenhain.
Sein Bruder Max versuchte sich damals als professioneller Vogeljäger. Nach einer von Otto Finsch finanzierten Expedition 1868 an die afrikanische Goldküste mit enttäuschenden Ergebnissen überredete er 1872 seinen Bruder Paul zu einer Reise in die Dobrudscha, damals noch Teil des Osmanischen Reichs, wo der Ort Ciucurova unweit des Donaudeltas ihr Stützpunkt wurde. Von März 1872 bis Oktober 1875 beobachteten, jagten und präparierten sie Tiere. Im Beitrag „Zur Ornis der Dobrudscha“ im Journal für Ornithologie 1877 listeten sie 218 dort beobachtete Vogelarten auf. Ihr Eifer und ihre Beharrlichkeit bei der Präparation wurden auch von Eugen Ferdinand von Homeyer gewürdigt, der ihre Ergebnisse mit denen von Finsch verglich. Im Jahr 1878 boten die Gebrüder Sintenis – diesmal aus Bolkenhain – in der Zeitschrift „Ornithologisches Centralblatt“ ca. 1000 Vogelbälge und Eier von etwa 300 europäischen Vogelarten sowie auch Säugetierbälge zum Verkauf an.
Von 1877 bis 1879 studierte Paul Sintenis an der Universität Breslau Pharmazie und war zeitweise Assistent von Prof. Heinrich Göppert. Er kehrte zum Pflanzensammeln nach Bolkenhain zurück, was auch Angaben in der „Flora von Schlesien preußischen und österreichischen Anteils“ (Breslau 1881) von Emil Fiek und Rudolf von Uechtritz belegen. In der Umgebung von Leobschütz und Katscher konnte er den ersten Standort des Schmalblatt-Hornklees (Lotus tenuifolius) für Oberschlesien angeben.
Zunehmend dachte er darüber nach, professionell als Pflanzensammler zu arbeiten. Dies waren oft Menschen ohne akademische Ausbildung, die keiner wissenschaftlichen Institution angehörten, aber abenteuerlustig und risikobereit waren. Um Geld für Expeditionen zu sammeln, machten sie meist Werbung in Fachzeitschriften und boten die Exemplare, die sie mitbringen wollten, zum Verkauf an. Für diejenigen Käufer, die bereit waren, einen Teil des Risikos einzugehen und die Hälfte des Betrags im Voraus zu zahlen, war der Preis ein Aktionspreis. Der kommerzielle Aspekt der Expeditionen von Sintenis wird am besten in späteren Anzeigen in der Fachpresse deutlich. Pflanzen aus der Troas wurden über Paul Ascherson zum Preis von 20 Mark für ein Tausendgüldenkraut angeboten, Max Leichtlin, der Besitzer eines Gartenbauunternehmens in Baden-Baden, der im Auftrag von Sintenis Bestellungen für Herbariumexemplare aus Kleinasien sammelte, bot sie zu einem Preis an Preis von 25 Mark für ein Tausendgüldenkraut (für Abonnenten, die die Hälfte des fälligen Betrags im Voraus bezahlten, betrug der Preis 20 Mark) und Exemplare aus dem turkmenisch-persischen Grenzgebiet bot Sintenis selbst vor Reiseantritt den Preis von 40 Mark pro Tausendgüldenkraut (für Abonnenten, die die Hälfte des fälligen Betrags im Voraus bezahlten, betrug der Preis 30 Mark).
Seit 1880 war Sintenis bis 1901 vollberuflich als Pflanzensammler tätig. Er arbeitete unter anderem mit Joseph Bornmüller (1862–1948) und Adolph Toepffer (1853–1931) zusammen, mit letzterem sammelte er zwischen 1881 und 1887 Pflanzen in Schlesien. Er arbeitete zunächst noch als Apotheker, bis er dank der Unterstützung des Arztes, Druckerbesitzers und Botanikers Dr. Karl Keck aus Aistersheim die Möglichkeit hatte, nach Zypern zu gehen.
Nach der Rückkehr aus Zypern ließ sich Sintenis 1880 in Kupferberg in der Nähe von Hirschberg nieder. Zusammen mit ihm lebte dort sein jüngerer Bruder Max, von dem seit 1878 niemand mehr etwas gehört hatte und der 1894 dort starb. In den folgenden Jahren folgte eine Vielzahl von Forschungsreisen (siehe unten).
Von Zeit zu Zeit kehrte Sintenis zur schlesischen Flora zurück, wie einzelne Informationen über seine floristischen Entdeckungen aus der Nähe von Kupferberg belegen, die Theodor Schube veröffentlichte. Weitere floristische Entdeckungen wurden in den Jahren 1902–04 gemacht.
In seinen letzten Lebensjahren schenkte Sintenis einen Großteil seiner Privatsammlungen der Naturforschenden Gesellschaft zu Görlitz, der er in seinem Testament auch seine privaten Herbariumsammlungen hinterließ. Er starb am 6. März 1907 im Krankenhaus in Hirschberg. Abgesehen von kurzen Erwähnungen seines Todes in einigen Magazinen wurden weder ein vollständiger Nachruf noch posthume Memoiren veröffentlicht. Einige dieser Erwähnungen enthielten völlig unwahre Angaben – so stand beispielsweise im „Biographischen Jahrbuch“, dass er in den Anden und im Himalaya gereist sei.
Sintenis leistete als Florist einen großen Beitrag zur Kenntnis der Flora Kleinasiens und wird in der Türkei am meisten geschätzt. Seine Aktivitäten und Erfolge auf diesem Gebiet fasste die türkische Professorin Asuman Baytop 2004 in einem ausführlichen Artikel zusammen.

## Forschungsreisen
- 1880 Britisch-Zypern mit Gregorio Rigo aus Torri del Benaco (1841–1922), Unterstützung durch Karl Keck und die Zoologisch-Botanische Gesellschaft in Wien.

Sintenis reiste über Wien nach Triest, von dort mit einem Dampfer über Korfu, Syros und Chios nach Smyrna, wo er Pflanzen und Muscheln sammelte. Mit einem anderen Dampfer erreichte er über Rhodos Larnaka auf Zypern.
- 1881 Istrien und Dalmatien
- 1883 Çanakkale, die Troas, Ida-Gebirge und Assos
- 1884–1887 hielt er sich als Pflanzen- und Pilzsammler auf Puerto Rico auf. Die Reise wurde durch Carl Wilhelm Leopold Krug finanziell unterstützt.
- Ende Februar bis Mitte August 1888, Mersin, Mardin, er sammelte in den Provinzen İçel, Hatay, Gaziantep, Provinz Urfa, Adıyaman, Diyarbakır und Siirt, mindestens 1464 Präparate
- April-August 1889 östlicher Pontus. Über İstanbul nach Trabzon, er sammelte in den Provinzen Trabzon, Gümüşhane, Erzincan, Malatya und Elazığ, Rückreise über Trabzon. Er sammelte mindestens 1726 Präparate
- April bis August 1890, İstanbul, Trabzon, er sammelte in den Provinzen Gümüşhane, Erzincan und Elazığ, mit einem Schwerpunkt in Erzincan, besonders um Kemaliye. Rückreise über Trabzon, mindestens 1400 Präparate
- 1891 Mazedonien, Thessalien und Thasos
- April 1892 im westlichen Pontus, von İstanbul nach İnebolu, Tosya über Küre und Kastamonu, Rückkehr über İnebolu, 1689 Präparate
- 1894 östlicher Pontus. Von Istanbul nach Trabzon und Gümüşhane, fast 2300 Präparate
- 1896 Griechenland. Hier sammelte er im Pindos-Gebirge unter anderem Verbascum pindicola Freyn & Sint. und Verbascum tymphaeum Freyn & Sint., heute als Verbascum epixanthinum Boiss. & Heldr. zusammengefasst.
- 1900–1901 Für die Gebrüder Thubergen in (Haarlem) eine Sammelreise mit Anton Kronenburg ins armenische Hochland, besonders die Gegend um den Van-See, Persien (Mazanderan) und Turkmenistan. Diese Reise wurde von zahlreichen anderen Geldgebern unterstützt, unter anderem der englischen Pflanzensammlerin Ellen Willmott.

Sintensis beschrieb die von ihm gesammelten Pflanzen nicht selbst, sondern übergab sie den Botanikern Josef Franz Freyn, Paul Ascherson, Joseph Bornmüller und Carl Haussknecht zur wissenschaftlichen Bearbeitung. Allein in der Türkei gehen 240 Erstbeschreibungen auf seine Sammeltätigkeit zurück.
Heute befinden sich die von ihm gesammelten Pflanzenexemplare in 78 Herbarium-Sammlungen auf der ganzen Welt. Die größte Sammlung, die 1921 für 5.700 Kronen erworben wurde – über 100.000 Exemplare – befindet sich im Botanischen Museum der Universität Lund in Schweden. Die Sammlung von Pflanzen aus Costa Rica in Berlin-Dahlem wurden im Zweiten Weltkrieg zerstört. Sein botanisches Autorenkürzel lautet „Sint.“.
Die folgenden Pflanzen sind nach ihm benannt:
Bupleurum sintenisii, Cistus sintenisii, Dendropemon sintenisii Krug & Urban Hieracium sintenisii Freyn, Ilex sintenisii, Iris sintenisii, Marlierea sintenisii, Matelea sintenisii, Ornithogalum sintenisii, Podonosma sintenisii, Psidium sintenisii, Rhinanthus sintenisii

## Werke
- Cypern und seine Flora. In: Österreichische botanische Zeitschrift. Bände 31 und 32, 1881/82, in mehreren Teilen (Einleitung bis Kap. 4 zobodat.at [PDF], Kap. 6 zobodat.at [PDF], Kap. 8 zobodat.at [PDF], Kap. 9 zobodat.at [PDF], Fortsetzung zobodat.at [PDF], Kap. 11 zobodat.at [PDF], Kap. 12 zobodat.at [PDF], Fortsetzung zobodat.at [PDF], Fortsetzung zobodat.at [PDF]).